# 三好一党会
三好一党会（みよしいっとうかい）とは、室町末期に「戦国初の天下人」として畿内に君臨し、足利幕府に代わる「三好政権」を樹立した三好長慶とその一族を顕彰することを第一義的な目的として2024年に設立された有志団体である。
「三好長慶を語らずして、織田政権も豊臣政権もない。織豊時代は、前例としての三好政権という基盤上に構築されたものである」という歴史認識に立脚し、三好長慶やその一族に対する再評価を促進するための主張をさまざまなSNSや、会長（歴史作家・三日木　人）自身の講演等で発信し、全15団体あるといわれる三好長慶顕彰団体の中では異色の今日的かつ全国レベルの顕彰活動ならびに独自研究に基づく理論的啓蒙活動を展開している。

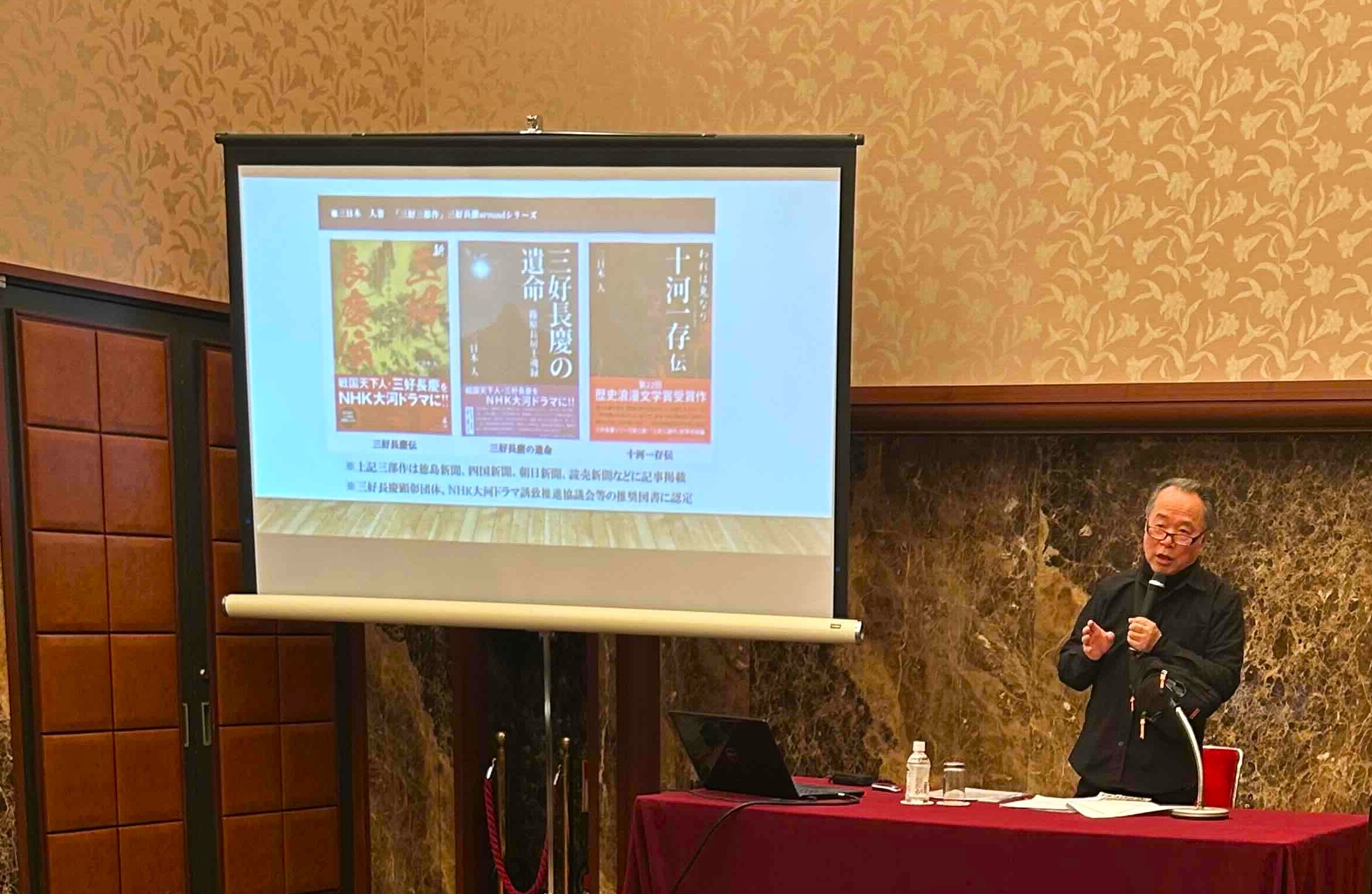
2025年3月6日、三日木会長講演会（於:霞が関・日本記者クラブ）、演題「三好長慶と織田信長―両政権の対比的考察」

## 概要
数ある三好長慶顕彰団体の嚆矢というべき団体は、1999年に徳島市において発足した三好長慶会（代表:出水康生）である。当該三好長慶会が「三好長慶大河ドラマを実現する会」を設立後、三好長慶の生誕地とされる徳島県三好市における「三好長慶武者行列まつり実行委員会」（代表:鈴木茂幹）、さらに長慶の天下城となった飯盛山城のある大東市では「大東・三好長慶会」（代表:河村共之）が発会した。
また、三好長慶ゆかりの堺市では「堺・ちくちく会」（代表:竹内魁成）、高槻市では「三好芥川城の会」（代表:田中義行）等、関西エリアにおいても三好長慶顕彰団体の設立が相次ぎ、2015年には各地の顕彰団体で相互連携を図る「三好ネットワーク」（11団体加盟）が構築された。
さらに、香川県高松市では2019年に「十河戦国お城まつり実行委員会」が発会し、これに関連して2024年に「令和十河同族会（旧十河同族会）」が半世紀ぶりに再編成された。十河氏は、戦国期より三好一族と軍事提携し、十河氏の居城、十河城（高松市十川東町）は三好長慶の末弟である十河一存が城主となったこともあり、三好一族とは縁が深い氏族である。
こうした運動に呼応した組織としては、2018年に徳島県内の経済・観光関係31団体によって結成された「NHK大河ドラマ誘致推進協議会（徳島）」、及び翌2019年に徳島県人会近畿連合会によって結成された「NHK大河ドラマ誘致推進協議会（関西）」がある。
三好一党会は、上記の諸団体が地域密着型であるのに対して、これらのエリア的な枠にとらわれない開放的かつ全国的顕彰活動の展開をめざして創設され、当面の目標としては、三好長慶とその一族の史学的再評価、三好長慶の大河ドラマ化の実現をめざすとともに、さらには香川県高松市駅前に十河一存の騎馬像建立等の運動を「令和十河同族会」とともに推進している。

## 会是
三好一党会は、当時の公卿山科言継著の『言継卿日記』の一部伝聞情報や、江戸中期の『常山紀談』、江戸後期の頼山陽著の『日本外史』等の根拠なき稗史によって謂れのない筆禍を受け、誤解の多い武将三好長慶に対する再評価をめざしている。
そのため、三好長慶に対する「下剋上的武将」「守旧的政治家」などといった通俗的評価には与することなく、約240年間つづいた室町中世期の家格秩序と権威構造を変革し、近世への黎明をもたらしたフロントランナーとして三好長慶を位置づけている。
一般に革新的といわれる織田信長の政治手法は、信長より20年早く畿内を制し、足利将軍や室町幕府がなくても成立する新しい世界を出現せしめた三好長慶という画期的前例あってのものであり、その先進的かつ革命的政治手法を学び、取り入れたのが織田政権であるという認識に立ち、三好長慶こそ「戦国初の天下人」として正当に検証され、評価されねばならないという方針のもと、顕彰活動とその再評価に独自的な取り組みを見せている。
また、『言継卿記』による「安宅冬康誅殺説」は、言継が噂話の聞き書きとして記録したものが広まったものであり、その信憑性にはおのずと限界があると同時に、伝聞情報に拠る間接的根拠に基づいて推認された「冤罪的通説」として、その正当性と真実性を疑問視し、今後、蓋然性の高い事実検証がなされるべきと問題提議をしている。
三好一党会は、上記歴史認識に賛同し、志を共有化できる幅広い世代（年齢性別国籍問わず）を会員とする。

## 役員構成[1]※2025年3月1日現在
- 名誉会長　三好 喬（三好家第15代当主）
- 会長　　　三日木 人（歴史作家・三好市出身）
- 顧問　　　山口俊一（衆議院議員・徳島県第2区）
- 顧問　　　高井美穂（三好市長・三好市出身）
- 顧問　　　岡本富治（県議・三好長慶大河ドラマ誘致推進協議会<徳島>会長）
- 顧問　　　邉見公雄（医師・三好長慶大河ドラマ誘致推進協議会<関西>会長）
- 相談役　　出水康生（歴史作家・三好長慶会会長）
- 相談役　　鈴木茂幹（三好長慶武者行列まつり実行委員会会長・三好市出身）
- 相談役　　大西一小（三好長慶ふるさと会・三好市出身）

なお、会長の三日木 人は、「十河一存の武者像をつくる会」の発起人であり、「令和十河同族会」の相談役としても活動している。